# Ellen Stofan
Ellen Renee Stofan (née le 24 février 1961) est sous-secrétaire à la science et à la recherche au Smithsonian. Elle était auparavant directrice du John and Adrienne Mars National Air and Space Museum.
En tant que géologue planétaire, Ellen Stofan est chef scientifique de la NASA et conseillère principale de l'administrateur de la NASA, Charles Bolden, pour les programmes scientifiques, la planification et les investissements de l'agence. Auparavant, elle est vice-présidente de Proxemy Research à Laytonsville, dans le Maryland, et professeure honoraire au département des sciences de la Terre de l'University College de Londres.

## Biographie

### Enfance et formation
Ellen Stofan est la fille d'Andrew J. Stofan, un ingénieur en fusée qui travaille pour la NASA dans un certain nombre de rôles, dont celui de directeur du centre de recherche Lewis et d'administrateur associé du bureau de la station spatiale de la NASA.
Ellen Stofan obtient une licence en géologie du Collège de William et Mary en 1983, puis une maîtrise et un doctorat de l'université Brown,. Sa thèse de doctorat, acceptée en 1989, est intitulée Geology of coronae and domal structures on Venus and models of their origin.

### Carrière
Les recherches de Stofan ont porté sur la géologie de Vénus, de Mars, de Titan, la lune de Saturne, et de la Terre. Elle est membre associé de l'équipe radar de la mission Cassini vers Saturne et co-investigatrice du sondeur MARSIS de la mission Mars Express. Elle est également la chercheuse principale du Titan Mare Explorer, une mission proposée pour un atterrisseur flottant à envoyer sur Titan. De 1991 à 2000, elle occupe plusieurs postes de scientifique senior au Jet Propulsion Laboratory de la NASA à Pasadena, en Californie, notamment celui de scientifique en chef du programme New Millennium de la NASA, de scientifique adjointe du projet de la mission Magellan vers Vénus et de scientifique chargée des expériences pour le Spaceborne Imaging Radar-C (SIR-C), un instrument qui fournit des images radar de la Terre lors de deux vols de la navette spatiale en 1994. Stofan écrit et publié de nombreux articles professionnels, livres et chapitres de livres, et préside des comités, notamment le Inner Planets Panel de la National Academy pour le Planetary Science Decadal Survey 2009-2011 et le Venus Exploration Analysis Group.

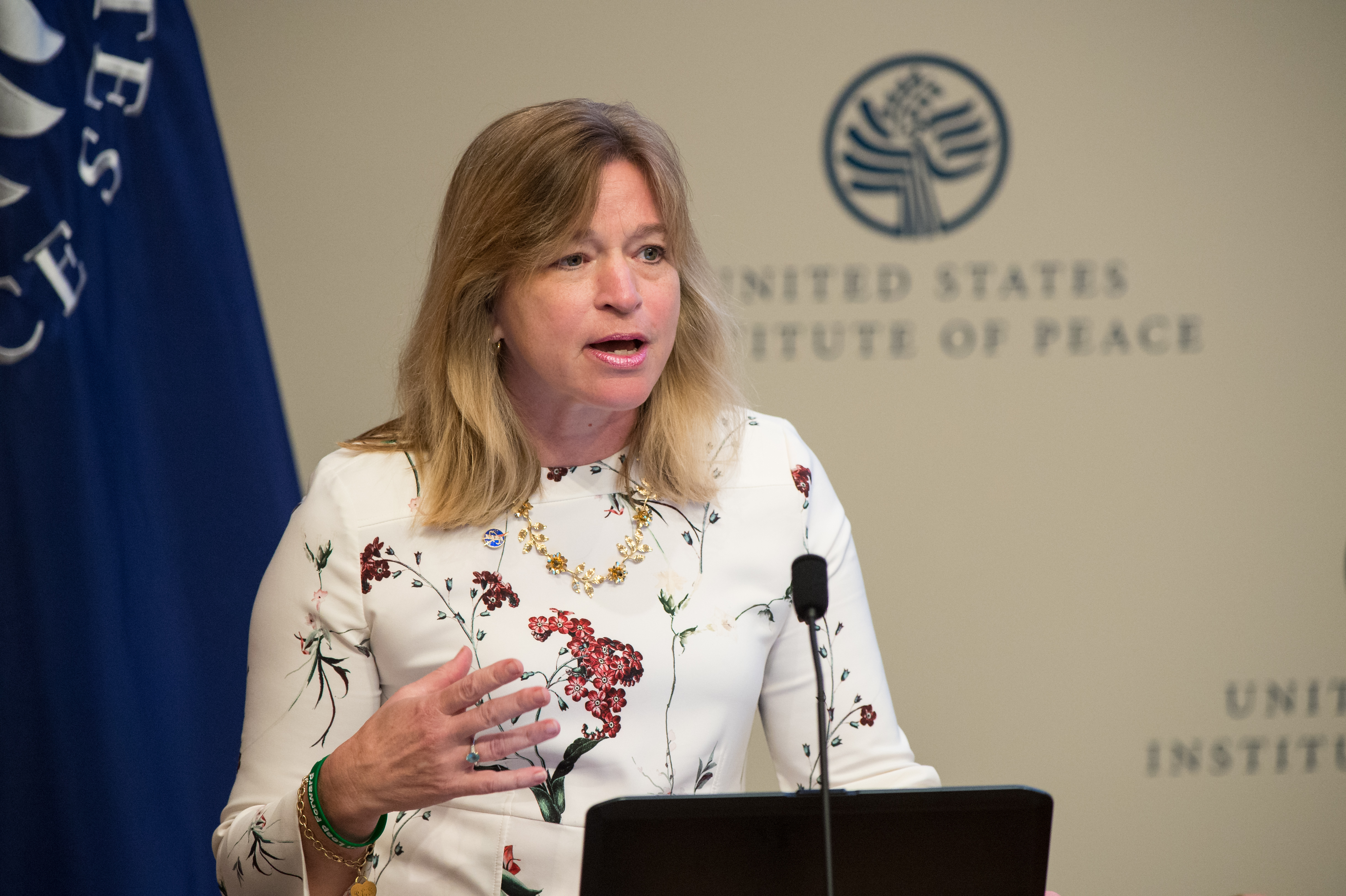
Stofan en 2015

Elle commence son mandat en avril 2018 en tant que directrice John et Adrienne Mars du National Air and Space Museum et est la première femme directrice du musée.
En novembre 2020, Ellen Stofan est nommée membre de l'équipe d'examen des agences de la transition présidentielle de Joe Biden pour soutenir les efforts de transition liés à la National Aeronautics and Space Administration. En mars 2021, elle devient sous-secrétaire pour la science et la recherche au Smithsonian.

## Prix et distinctions
Parmi ses nombreux prix, Ellen Stofan reçoit le Presidential Early Career Award for Scientists and Engineers (PECASE) en 1996. En 2022, l'astéroïde 328677 Ellen Stofan est nommé en son honneur.
- Doctorat honorifique de l'université de l'Iowa, 2020[10].
- Doctorat honoris causa en sciences de l'Institut polytechnique de Worcester, 2019[11].
- Doctorat honorifique en sciences du Washington & Jefferson College, 2016[12].
- Doctorat honoris causa en sciences du Collège de William et Mary, 2016[13],[14].

## Publications (sélection)
- Exploring Venus as a Terrestrial Planet, 2007
- Planetology: Unlocking the Secrets of the Solar System, 2008